# اعتراف به گناه (فیلم ۱۹۹۱)
اعتراف به گناه (به انگلیسی: Guilty as Charged) فیلمی محصول سال ۱۹۹۱ و به کارگردانی سم ارواین است. در این فیلم بازیگرانی همچون راد استایگر، لورن هاتن، هدر گراهام، لیمن وارد، آیزاک هیز، زلدا روبینشتاین، مایکل بیچ، اروین کیز، ارل بوئن و مایکل تالبوت ایفای نقش کرده‌اند.